# Абрамов, Илья Васильевич
Илья́ Васи́льевич Абра́мов (26 июля 1922 — 19 августа 1946) — участник Великой Отечественной войны, сапёр 180-го отдельного сапёрного батальона 167-й стрелковой Сумско-Киевской дважды Краснознамённой дивизии 38-й армии 1-го Украинского фронта, Герой Советского Союза (1944), ефрейтор.

## Биография
Родился 26 июля 1922 года в селе Черемховское Екатеринбургской губернии в крестьянской семье. Русский.
Учился в Черемховской начальной школе, закончил 7 классов Клевакинской восьмилетней школы. В 1938 году из-за трудного материального положения оставляет школу и уезжает в Асбест учиться на слесаря-ремонтника в школу ФЗУ. По окончании ФЗУ работал на заводе ОЦМ в г. Каменск-Уральский (март 1941 — февраль 1942).
Призван в Красную Армию 18 февраля 1942 года. Сапёр 180-го отдельного сапёрного батальона (167-й стрелковая дивизия, 38-я армия, 1-й Украинский фронт).
Ефрейтор Абрамов И. В. Особо отличился при форсировании реки Днепр и освобождении Киева. Был тяжело ранен.
Указом Президиума Верховного Совета СССР «О присвоении звания Героя Советского Союза генералам, офицерскому, сержантскому и рядовому составу Красной Армии» от 10 января 1944 года за «образцовое выполнение боевых заданий командования на фронте борьбы с немецко-фашистскими захватчиками и проявленные при этом отвагу и геройство» удостоен звания Героя Советского Союза с вручением ордена Ленина и медали «Золотая Звезда» (№ 4092).
9 сентября 1944 года получил высокую награду в Кремле непосредственно из рук Председателя Президиума Верховного Совета СССР М. И. Калинина.
После выздоровления Абрамов участвовал в освобождении Западной Украины, Польши, форсировал Вислу и Одер. День Победы встретил в поверженном Берлине.
После окончания Великой Отечественной войны в составе 7-й понтонно-мостовой бригады принимал участие в разминировании зданий и сооружений, строительстве переправ в Берлине, Бад-Зарове и Дессау-Рослау. Погиб 19 августа 1946 года в автокатастрофе при столкновении двух мотоциклов в результате тяжёлой травмы головы (по другим данным — при разминировании подземного коллектора в Берлине). Похоронен в городе Галле на военном кладбище.

## Награды
- Медаль «Золотая Звезда» Героя Советского Союза № 4092
- Орден Ленина
- Медали

## Память
- В городе Каменск-Уральский 26.07.1968 Абрамову И. В. установлен памятник[8].
- В Каменск-Уральске именем Героя названа улица.
- Имя Героя носит школа в родном селе.